# إنديانابوليس 500 سنة 1955
سباق إنديانا بوليس -500 ميل 1955 أقيم في حلبة إنديانابوليس موتور سبيدواي في 30 مايو 1955 وفاز في السباق بوب سويكرت من فريق جون زنك بمتوسط سرعة 128.209 ميل/س (206.332 كم/س).
وكان أول المنطلقين جيري هويت بسرعة 140.045 ميل/س (225.381 كم/س).